# Каспийск
Каспийск е град в Русия, Република Дагестан.
Разположен е на брега на Каспийско море, отстои само на 2 километра от границата на столицата Махачкала. Населението на града е 105 106 души (1 януари 2014), главно лезгинци, даргинци, аварци, лакци.
Основан е като Двигателстрой (Двигательстрой) през 1932 г. Получава статут на град и е преименуван на Каспийск през 1947 г.
Основните предприятия са завод „Дагдизель“ (Дагдизель) – основан през 1932 г. и дал първоначалното име на селището, и Каспийският завод за точна механика – основан през 1960 г.
Мнозинството от вярващите изповядват исляма. В града се разполагат 4 джамии, Свято-Казанска църква (от Махачкалинската епархия на Руската православна църква) – от 2000 г., молитвен дом на адвентистите от седмия ден (2010).
Футболният клуб на града е „Дагдизел“ с домашен стадион „Анжи Арена“ - намира се в Каспийск, но е използван също и от ФК „Анжи“, Махачкала.